# پرچم بلگورود

پرچم بلگورود

پرچم فعلی در 22 ژوئیه 1999 با تصمیم شورای نمایندگان شهر بلگورود به شماره 321 تصویب شد و در سال 2002 با شماره ثبت 978 به ثبت هرالدیک دولتی فدراسیون روسیه وارد شد.

## توضیحات
پرچم شهر بلگورود (بوم آبی با نوار سفید در پایین) شیر زرد رنگی را نشان می‌دهد که روی پاهای عقب خود ایستاده و عقاب سفیدی بالای آن اوج می‌گیرد. نمادهای شهر بیش از 300 سال قدمت دارند و در زمان سلطنت پیتر اول ظاهر شدند. تزار روسیه به افتخار پیروزی بر سوئدی ها در نبرد پولتاوا (1709) نشان رسمی خود را به مردم بلگورود تقدیم کرد. در سال 1712، نشان بر روی پرچم هنگ بلگورود به تصویر کشیده شد که دشمن را شکست داد و در سال 1727 به نماد استان تازه تأسیس تبدیل شد.

## پیوندها
1. ↑  Решение Белгородского городского Совета депутатов от 22.07.1999 № 321 «О внесении изменений в решение городского Совета депутатов от 18 июня 1999 года № 279 „Об утверждении Положения о флаге города Белгорода“» بایگانی‌شده  در ۱۷ ژانویه ۲۰۲۳ توسط Wayback Machine
2. ↑  https://militaryarms.ru/simvolika/goroda/flag-belgoroda/